# Auvare
Auvare é uma comuna francesa na região administrativa da Provença-Alpes-Costa Azul, no departamento Alpes Marítimos. Segundo censo de 2008, possui 55 habitantes. Estende-se por uma área de 18,27 km².